# Pseudaptinus microcephalus
Pseudaptinus microcephalus är en skalbaggsart som beskrevs av Vandyke. Pseudaptinus microcephalus ingår i släktet Pseudaptinus och familjen jordlöpare. Inga underarter finns listade i Catalogue of Life.